# Émile et les Détectives
Pour les articles homonymes, voir Émile et les Détectives (homonymie).
Émile et les Détectives (titre original : Emil und die Detektive) est un roman policier pour la jeunesse, écrit par l'écrivain allemand Erich Kästner publié en 1929. En France, il paraît pour la première fois en 1931. Grand succès de librairie en Allemagne, le roman a été traduit en 59 langues.
Ce roman a donné un nouveau ton à la littérature européenne pour la jeunesse, cette littérature étant auparavant essentiellement moralisatrice.

## Genèse
Erich Kästner a été incité par l'éditrice Edith Jacobsohn à écrire un roman pour la jeunesse. Jusqu'alors, il avait publié des poèmes (Herz auf Taille, 1928), des critiques et des feuilletons, tout en travaillant comme rédacteur dans un quotidien. Avec ce roman, E. Kästner revient à un souvenir d'enfance à Dresde. Le livre, paru à l'automne 1929, connaît un grand succès : il a été vendu à plus de deux millions d'exemplaires en Allemagne et traduit en 59 langues.
E. Kästner écrira une suite en 1934 sous le titre Émile et les Trois Jumeaux (titre allemand : Emil und die drei Zwillinge), parue en France en 1949.

## Résumé
Émile Tischbein, garçon de douze ans, est chargé par sa mère d'aller porter une forte somme d’argent à sa grand-mère qui vit à Berlin. Émile prend seul le train. Au cours du trajet, son argent lui est volé. Émile poursuit le voleur, Monsieur Grundeis, à travers Berlin. D'autres enfants lui viennent en aide. Ensemble, ils parviennent enfin à surprendre le voleur et Émile perçoit une récompense, car le voleur avait aussi auparavant cambriolé plusieurs banques.

## Adaptations

### Au cinéma
- 1931 : Émile et les Détectives (Emil und die Detektive), film allemand réalisé par Gerhard Lamprecht, scénario de Billy Wilder
- 1935 : Emil and the Detectives, film britannique réalisé par Milton Rosmer
- 1941 : Nous les gosses, film français réalisé par Louis Daquin, scénario de Marcel Aymé - roman de Kästner non crédité
- 1950 : Toscanito y los detectives, film argentin réalisé par Antonio Momplet
- 1951 : Hibari no komoriuta, film japonais réalisé par Kōji Shima
- 1954 : Émile et les Détectives (Emil und die Detektive), film allemand réalisé par Robert Adolf Stemmle
- 1956 : Emil to tantei tachi, film japonais réalisé par Mitsuo Wakasugi
- 1957 : Pega Ladrão, film brésilien réalisé par Alberto Pieralisi
- 1964 : Émile et les Détectives, film américain réalisé par Peter Tewksbury, avec Walter Slezak
- 2001 : Émile et les Détectives, film allemand réalisé par Franziska Buch, avec Tobias Retzlaff, Anja Sommavilla, Jürgen Vogel, Maria Schrader, Kai Wiesinger

### À la télévision
- 1952 : Emil and the Detectives, mini-série britannique
- 1962 : Émile et les Détectives, le théâtre de la jeunesse, réalisation de Maurice Cazeneuve, en deux parties

### Musique
Le 12 novembre 2001, un spectacle musical Émile et les détectives a été donné à Berlin  au théâtre de la Potsdamer Platz  (Musique : Marc Schubring, Texte : Wolfgang Adenberg). Le 29 décembre 2007 la représentation a failli tourner au drame lorsque du gaz lacrymogène a été diffusé au lieu des fumigènes prévus entrainant la fuite de la centaine de spectateurs dans la pagaille. Plusieurs spectateurs ont été blessés et la police a ouvert une enquête pour « blessures corporelles dangereuses ».

## Éditions françaises
Note : Dans les romans publiés en France avant les années 1970, le nom de l'auteur était souvent orthographié Erich Kaestner.
- 1931 : Émile et les détectives - Traduit par Louise Faisans-Maury, illustré par Walter Trier, éditions Stock, 175 p[6].
- 1949 : Émile et les détectives - Traduit par L. Faisans-Maury, Paris, éd. Le Club français du livre, collection « Aventures » no 3, 184 p.
- 1955 : Émile et les détectives - Traduit par L. Faisans-Maury, illustrations de Paul Durand, éd. Hachette, collection Idéal-Bibliothèque, 190 p.
- 1969 : Émile et les détectives - Traduit par L. Faisans-Maury, illustrations de Daniel Billon, Hachette, collection Nouvelle Bibliothèque rose no 307, 186 p.
- 1977 : Émile et les détectives Traduit par L. Faisans-Maury, illustrations de Pierre Dessons, Hachette, collection Vermeille, 152 p.
- 1980 : Émile et les détectives Éd. revue et corrigée, traduit par L. Faisans-Maury, illustré par Daniel Maja, éd. Le Livre de poche, 190 p.,  (ISBN 2-253-02558-5). Rééditions dans la même collection : 1995, 190 p. ; 2001, Éd. revue et corrigée, Le livre de poche no 30, 223 p.,  (ISBN 2-01-321871-0).
- 2013 : Les Chefs-d’œuvre de la littérature de jeunesse Édition établie et présentée par François Rivière, Éditions Robert Laffont, collection : Bouquins, 1266 p. Réunit : Trois hommes dans un bateau (1889) de Jerome K. Jerome, Mon petit Trott (1898) d'André Lichtenberger, Mary Poppins (1934) de Pamela L. Travers, Les 101 Dalmatiens (1956) de Dodie Smith, Émile et les détectives (1929) d'Erich Kästner, L'Île de l'aventure d'Enid Blyton, Le Relais de la Chance au Roy de Jean-Louis Foncine (1941), Le Cheval-sans-tête de Paul Berna (1955), Adieu, mes quinze ans (1960) de Claude Campagne.

## Source
- Bibliothèque nationale de France (pour la bibliographie.)